# Fred Evans
Fred Evans, född 4 februari 1991 i Wales, är en brittisk boxare som tog OS-silver i welterviktsboxning 2012 i London. 